# Cessoy-en-Montois
Cessoy-en-Montois é uma comuna francesa localizada na região administrativa da Île-de-France, no departamento Sena e Marne. A comuna possui 171 habitantes segundo o censo de 1990.